# 3 del Centaure
3 del Centaure (3 Centauri) és un estel binari situat a la zona septentrional de la constel·lació de Centaure. S'hi troba a 347 anys llum de distància del sistema solar.
L'estel principal del sistema, 3 de Centaure A (HD 120709 / HR 5210), llueix amb magnitud aparent +4,53. Figura catalogada com una gegant blava de tipus espectral B5III però els seus paràmetres físics suggereixen que encara no ha abandonat la seqüència principal. La seva temperatura efectiva és d'aproximadament 17.500 K i la seva lluminositat és 700 vegades major que la lluminositat solar. Té un radi 2,9 vegades més gran que el del Sol i, per ser un estel de les seves característiques, rota lentament; la seva velocitat de rotació projectada de 19 km/s dona lloc a un període de rotació inferior a 8 dies. Probablement la lenta rotació és responsable de la seva composició química anòmala. És una estrella pobra en heli —el contingut d'aquest element és una quarta part del valor normal— i, a més, l'isòtop predominant en l'atmosfera estel·lar és l'heli-3, molt menys abundant en l'Univers que l'heli-4. Així mateix, el contingut d'alguns elements pesants com a mercuri, fòsfor, gal·li i criptó és singularment elevat en relació als valors habituals. Petites variacions en la seva lluentor pogueren deure's a la presència d'una companya propera que periòdicament l'eclipsa; per això rep la denominació, quant a estel variable, de V983 de Centaure.
L'estel secundari, 3 de Centaure B (HD 120710 / HR 5211), té magnitud aparent +6,02 i és un estel blanc-blavós de la seqüència principal de tipus espectral B8V. La seva lluminositat és 82 vegades major que la del Sol i té una massa de tres masses solars, igual al 60% de la massa de la seva companya. Té un radi 2,1 vegades més gran que el del Sol i la seva velocitat de rotació projectada, 165 km/s, és normal per a un estel de la seva classe.
La separació en el cel entre 3 de Centaure A i B és de 8 segons d'arc. La distància real entre elles és d'almenys 800 ua i el període orbital és major de 8.200 anys, cosa per la qual no s'ha observat moviment orbital algun. Hom pensa que és un sistema jove amb una edat de sols unes desenes de milions d'anys.